# 巴庫米夫卡 (謝梅尼夫卡區)
49°37′3″N 33°19′51″E / 49.61750°N 33.33083°E
巴庫米夫卡（烏克蘭語：Бакумівка），是烏克蘭中部的村莊，隸屬波爾塔瓦州的克雷門丘克區。該村處於霍羅爾河左岸，分別距離特羅伊尼亞基1.5公里和扎伊欽齊3.5公里，海拔高度86米，2001年人口224。